# Emily Vermeule
Emily Dickinson Townsend Vermeule (11 de agosto de 1928 – 6 de febrero de 2001) era una aprendiz de profesora y  arqueóloga estadounidense. Fue una profesora de arqueología y filología clásicas en Universidad de Harvard.

## Temprana edad y educación
Emily Dickinson Townsend nació el 11 de agosto de 1928 en Ciudad de Nueva York a Clinton Blake Townsend y Eleanor Mary Meneely. Fue nombrada por su abuela, un pariente del poeta Emily Dickinson.
Atienda el Brearley Escuela en Ciudad de Nueva York de 1934 a 1946. Fue graduada en griego y filosofía de Bryn Mawr Universidad en 1950. Ganó el grado de un maestro en arqueología clásica de Radcliffe Universidad en 1954, y un Ph.D. En griego de Bryn Mawr en 1956. Su doctoral disertación, supervisado por Richmond Lattimore, estuvo titulado "Bacchylides y Estilo Lírico."

## Carrera
Vermeule asistió a la Escuela Americana de Estudios Clásicos en Atenas como becaria Fulbright en 1950-1951, donde participó en la excavación de una tumba micénica. Tres años más tarde, en 1953-1954, estudió en el St Anne's College, Oxford, Oxford University, como miembro de Catherwood. Recibió una beca Guggenheim en 1964–1965.
Enseñó en Bryn Mawr y Wellesley College de 1956 a 1958, se convirtió en profesora asistente de clásicos en 1958 y fue contratada como profesora asociada en la Universidad de Boston en 1961. En 1965 regresó a Wellesley, ocupando el cargo de profesora de arte y griego hasta 1970. Fue la profesora visitante James Loeb de Filología Clásica en la Universidad de Harvard en 1969. En 1970, fue nombrada profesora Samuel Zemurray, Jr. y Doris Zemurray Stone-Radcliffe en la Universidad de Harvard, donde enseñó tanto en el Departamento de Clásicos como en el Departamento de Historia del Arte y Arquitectura. Se retiró de la enseñanza en 1994.
En 1995 Vermeule fue presidenta de la Asociación Americana de Filología (ahora Sociedad de Estudios Clásicos ). Ella pronunció una conferencia presidencial en la reunión anual de 1995 en San Diego titulada "Arqueología y Filología: La suciedad y la palabra".
Vermeule excavó en muchos sitios en Grecia, Turquía, Chipre y Libia, incluido Gordion a principios de la década de 1950, y Kephallenia, Messenia, la costa este de Libia, Halicarnaso y Thera-Santorini en la década de 1960. Fue directora de las excavaciones en Toumba tou Skourou, Chipre, de 1971 a 1974.

### Excavación en Toumba tou Skourou
Considerada su expectativa más significativa, Vermeule fue directora de un proyecto de excavación copatrocinado por el Departamento de Antigüedades de la República de Chipre, la Universidad de Harvard y el Museo de Bellas Artes de Boston. Toumba tou Skourou, cerca de Morfou, Chipre, era una ciudad de la Edad de Bronce tardía que Vermeule descubrió, que representaba tres culturas diferentes que se unían: palestina, egipcia y minoica.
Debido a la invasión turca de Chipre en 1974, Vermeule se vio obligada a terminar abruptamente su excavación y abandonar la isla. Esta expedición la llevó a publicar dos libros sobre la excavación y los artefactos encontrados, Toumba tou Skourou: The Mound of Darkness (1974) y Toumba tou Skourou: A Bronze Age Potter's Quarter en Morphou Bay en Chipre (1990).

## Premios
Vermeule recibió la Medalla de Oro Radcliffe Graduate Society en 1968. En 1980, recibió el Premio al Mérito Charles J. Goodwin de la American Philological Association por su libro Aspects of Death in Early Greek Art and Poetry .
En 1982, el National Endowment for the Humanities seleccionó a Vermeule para la Jefferson Lecture, el mayor honor del gobierno federal de los Estados Unidos por sus logros en las humanidades . Su conferencia se tituló "Griegos y bárbaros: la experiencia clásica en el mundo más grande", y trató sobre la relación entre los griegos y sus vecinos "menos civilizados".
Vermeule ha recibido varios títulos honoríficos de instituciones en todo Estados Unidos. En 1968, Douglass College, Universidad de Rutgers, le otorgó un D.Litt. ; 1970, Universidad de Massachusetts, Amherst, un DFA; 1970, Regis College, LL. D ; 1971, Smith College, D.Litt .; 1973, Wheaton College, D.Litt .; y 1974, Trinity College, Hartford, LHD

## Vida personal y legado
Se casó con el arqueólogo Cornelius Clarkson Vermeule III en 1957. Juntos tuvieron dos hijos: Blakey Vermeule, profesor de literatura inglesa en la Universidad de Stanford, y Adrian Vermeule, profesor de la Facultad de Derecho de Harvard .
Vermeule fue una ávida defensora de los Medias Rojas de Boston, y con frecuencia comparó los esfuerzos de los Medias Rojas con los míticos héroes griegos de sus estudios, como lo demuestran tres artículos periodísticos que publicó: "No es un mito: son inmortales: galante Los Medias Rojas no fallaron realmente "( Boston Globe, 5 de octubre de 1978); "Odiseo en Fenway" ( New York Times, 26 de septiembre de 1982); y "Por qué Boston todavía odia a los Yankees" ( Boston Globe, 14 de junio de 1990).
Murió de problemas relacionados con enfermedades del corazón en Cambridge, Massachusetts, el 6 de febrero de 2001 a la edad de 72 años. Vermeule fue una de las primeras académicas en la Universidad de Harvard y ayudó a dar forma a la facultad. Vermeule también fue un poeta publicado, cuyos poemas aparecieron en The New Yorker and Poetry Magazine .
Antes de su muerte, se publicó una colección editada, nombrada en su honor: The Ages of Homer: A Tribute to Emily Townsend Vermeule, editada por Jane B. Carter y Sarah P. Morris (Austin: University of Texas Press, 1998).

## Publicaciones Seleccionadas
- La guerra de Troya en el arte griego (1964)
- Grecia en la Edad de Bronce ( Chicago : University of Chicago Press, 1964)
- El origen micénico de la mitología griega ( Berkeley : University of California Press, 1972) con Martin P. Nilsson
- Toumba Tou Skourou. El montículo de la oscuridad. Una ciudad de la Edad de Bronce en la bahía de Morphou en Chipre (Boston: Harvard University – Museum of Fine Arts, Boston, Cyprus Expedition, 1974) con Florence Z. Wolsky
- Aspectos de la muerte en el arte y la poesía griega temprana (Berkeley: University of California Press, 1979) - Ganó el Premio al Mérito Charles J. Goodwin de la Asociación Filológica de 1980
- Pintura pictórica de jarrones micénicos (Cambridge, MA: Harvard University Press, 1982) con Vassos Karageorghis